# Zwartkopbuulbuul
De zwartkopbuulbuul (Brachypodius melanocephalos synoniem: Brachypodius atriceps, Pycnonotus atriceps) is een zangvogel uit de familie van de buulbuuls. De zwartkopbuulbuul komt voor in een groot deel van Zuid-, Zuidoost-Azië en de Indische Archipel.

## Kenmerken
De zwartkopbuulbuul is bij de meeste ondersoorten grotendeels groengeel van kleur en heeft een glimmende zwarte kop en opvallende blauwe ogen. Ze lijken sterk op de goudborstbuulbuul maar zijn te onderscheiden door hun blauwe ogen. Daarnaast zijn de uiteinden van de staartveren van de zwartkopbuulbuul geel en ontbreekt de kuif bij alle ondersoorten. Sommige ondersoorten van de goudborstuulbuul hebben ook geen kuif, maar die zijn te onderscheiden van de zwartkopbuulbuul door een rode of gele keel. 

## Leefwijze
Ze leven in laaglandbossen in kleine groepjes van zes tot acht exemplaren.
De zwartkopbuulbuul eet voornamelijk klein fruit zoals bessen, maar eet ook wel insecten.

## Verspreiding en leefgebied
Deze vogel komt voor van India tot Indonesië en telt vier ondersoorten:
- B. m. atriceps: van noordoostelijk India en Bangladesh tot de Grote Soenda-eilanden en Palawan.
- B. m. hyperemnus: Simeulue (ten westen van Sumatra).
- B. m. baweanus: Bawean (ten noorden van Java).
- B. m. hodiernus: het eiland Maratua (Derawan-eilanden, ten oosten van Borneo).

## Status
Deze vogel is plaatselijk algemeen. De totale populatie is niet gekwantificeerd, maar lijkt stabiel. Daarom staat de vogel als niet bedreigd op de Rode Lijst van de IUCN.